# Fuente micénica
La Fuente micénica (en griego: Μυκηναϊκή Κρήνη) es el nombre que recibe una fuente situada en la ladera norte de la colina de la Acrópolis de Atenas  y su pozo asociado. El pozo data de la civilización micénica en el siglo XIII a. C. Fue una de las fuentes más importantes de la Atenas micénica.
La fuente se encontraba en una grieta natural en la roca de la Acrópolis, a unos 40 metros de profundidad. Una escalera secreta conducía desde lo alto de la Acrópolis hasta el manantial, partiendo de la esquina noroeste del Arreforión. Estaba hecha en parte de madera y en parte de piedra. Al pie de las escaleras había una zanja o túnel de ocho metros de profundidad y dos metros de anchura en la parte superior y cuatro metros en la inferior. Es posible que las escaleras y el túnel se utilizaran también para la fiesta de las Arreforias, en la que las muchachas arréforas bajaban por la colina hasta la fuente y posiblemente hasta el Santuario de Afrodita y Eros u otro santuario.
En la fosa se han encontrado cerámicas que han ayudado a datar su construcción.